# Blablanga
Blablanga je austronéský ysabelský jazyk. Mluví jím asi 1800 lidí na ostrově Santa Isabel, který je součástí Šalomounových ostrovů. Jazyk neexistuje v psané formě, ale pouze ve formě mluvené. Tento jazyk se používá ve vesnicích Susubona, Popoheo, Hovukoilo, Ghova a Biluro. Tento jazyk, na rozdíl od jazyků jako je kokota nebo zazao, neohrožuje jazyk čeke holo.

## Reference

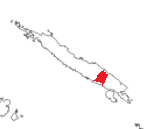
Přibližné rozšíření jazyka blablanga na ostrově Santa Isabel